# Bonou
Bonou è una città situata nel dipartimento di Ouémé nello Stato del Benin con 33 944 abitanti (stima 2006).